# オスタルギー

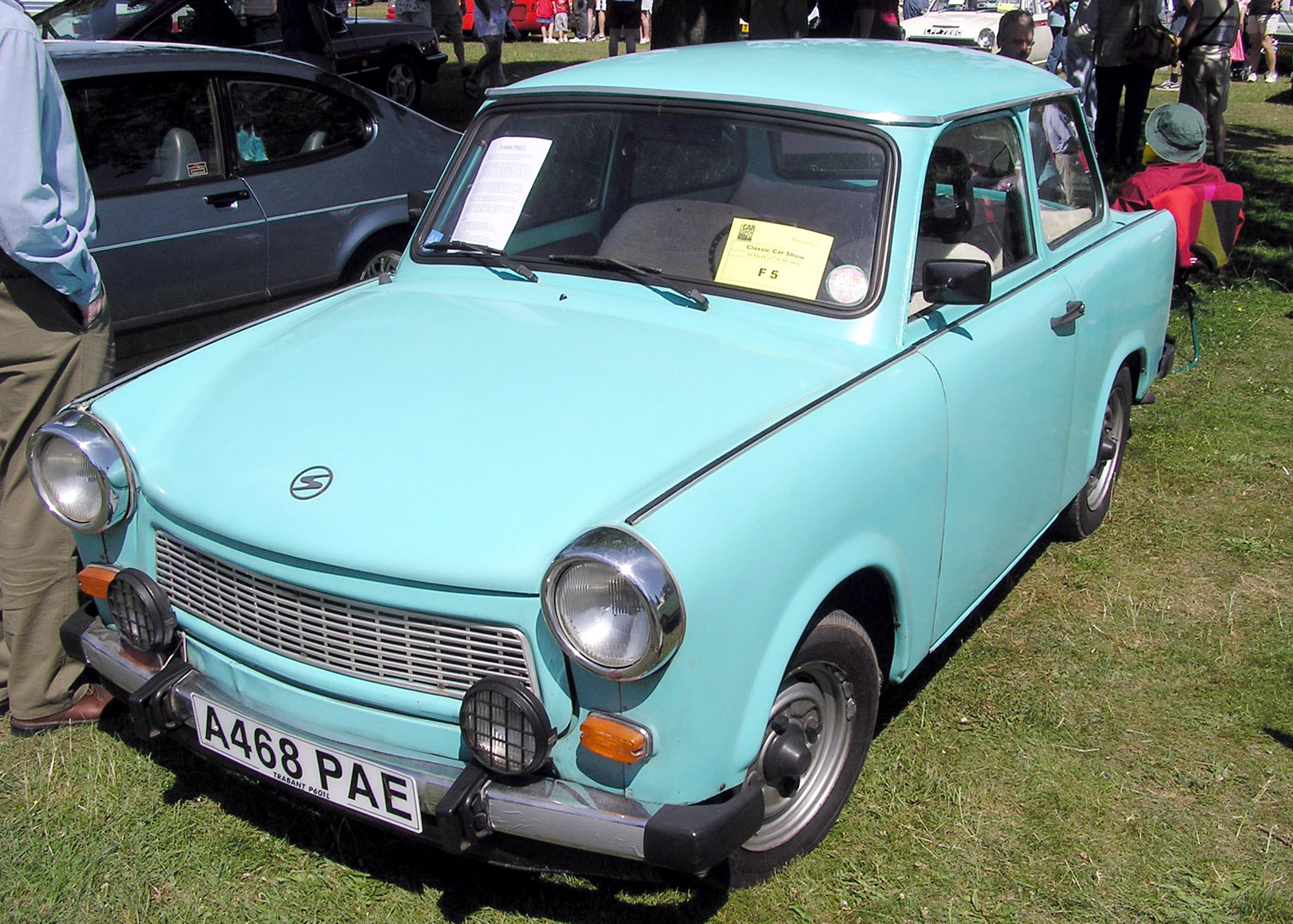
1983年型600ccトラバントP601L
東ドイツ産の自動車「トラバント」は「オスタルギー」の代表的アイコンである。

オスタルギー（ドイツ語: Ostalgie）は、ドイツ民主共和国（東ドイツ）の存在した時代、および当時の事物への郷愁のことである。ドイツ語で「東」をあらわす「オスト（Ost）」と「郷愁」をあらわす「ノスタルギー（Nostalgie）」の合成語。

## 東西統一
1989年にベルリンの壁が崩壊し、翌1990年にはドイツ連邦共和国（西ドイツ）とドイツ民主共和国（東ドイツ）の統合が実現した。
しかし蓋を開けてみると、「新生ドイツ」の政権は旧西ドイツの顔ぶれがそのままで、「統一まで制定せず」と「ドイツ基本法」にとどまっていた「ドイツ憲法」も制定されず「基本法」を格上げすることにとどまった。また、東ドイツの行政区画は東ベルリンが西ベルリンと統合されて都市州ベルリンに、他の地域は新連邦州5州に再編され、「基本法」を受け入れることになった。
そのため、ドイツ再統一は「対等統一」とは名ばかりの「西による東の吸収合併」という事態になり、「統一のユーフォリア」から醒めると旧東ドイツには厳しい現実が待ち構えていた。旧東ドイツ地域への政治的配慮として、実勢レートとはかけ離れた東西マルクの等価交換を行ったことが一面仇となり、旧東ドイツ地域の製造業は軒並み競争力を失うこととなった。「社会主義の優等生」といわれた東ドイツ経済も、当時GDP世界第3位の経済大国であった西ドイツの経済には太刀打ちできず、次々と国営企業は倒産・閉鎖に追い込まれた。東ドイツ・マルクの等価回収を皮切りに、旧東ドイツ地域のインフラ再整備や高率の失業への対処などのため国の財政支出が増大することに対して、旧西ドイツ市民の中には旧東ドイツ地域を厄介者扱いする向きも現れ、それが旧東ドイツ市民のプライドを傷つけることとなった。

## 「オッシー」と「ヴェッシー」
このような統一後の状況は、旧東ドイツ国民と旧西ドイツ国民の間に見えない溝を作った。旧東ドイツ国民は「オッシー」、旧西ドイツ国民は「ヴェッシー」と呼ばれた。「オッシーはヴェッシーに敗れた」という敗北感を、東ドイツの消滅とその後の旧東ドイツ地域の経済低迷に感じざるを得なかった。また、シュタージなど旧東ドイツの負の側面も次第に判明することになり、オッシーは自分たちの時代や社会が否定されたという失望を感じるに至った。
その中で「旧東ドイツ時代も悪いことばかりではなかった」という郷愁の念がオッシーたちの間に生まれ、それが「オスタルギー」と呼ばれるに至った。

## 「オスタルギー」の実際
オスタルギーを資本主義の否定として見る向きもあるが、これは誤りである。映画『グッバイ、レーニン!』の紹介やレビューで使われた「昔だって悪くなかったじゃないか」という種のコピーがあるが、これは日本における「古き良き時代」と同じ意味合いのものであって、情緒的・郷愁的思いを込めたものであり、決して東ドイツ体制への回帰を望んでいるものではない。

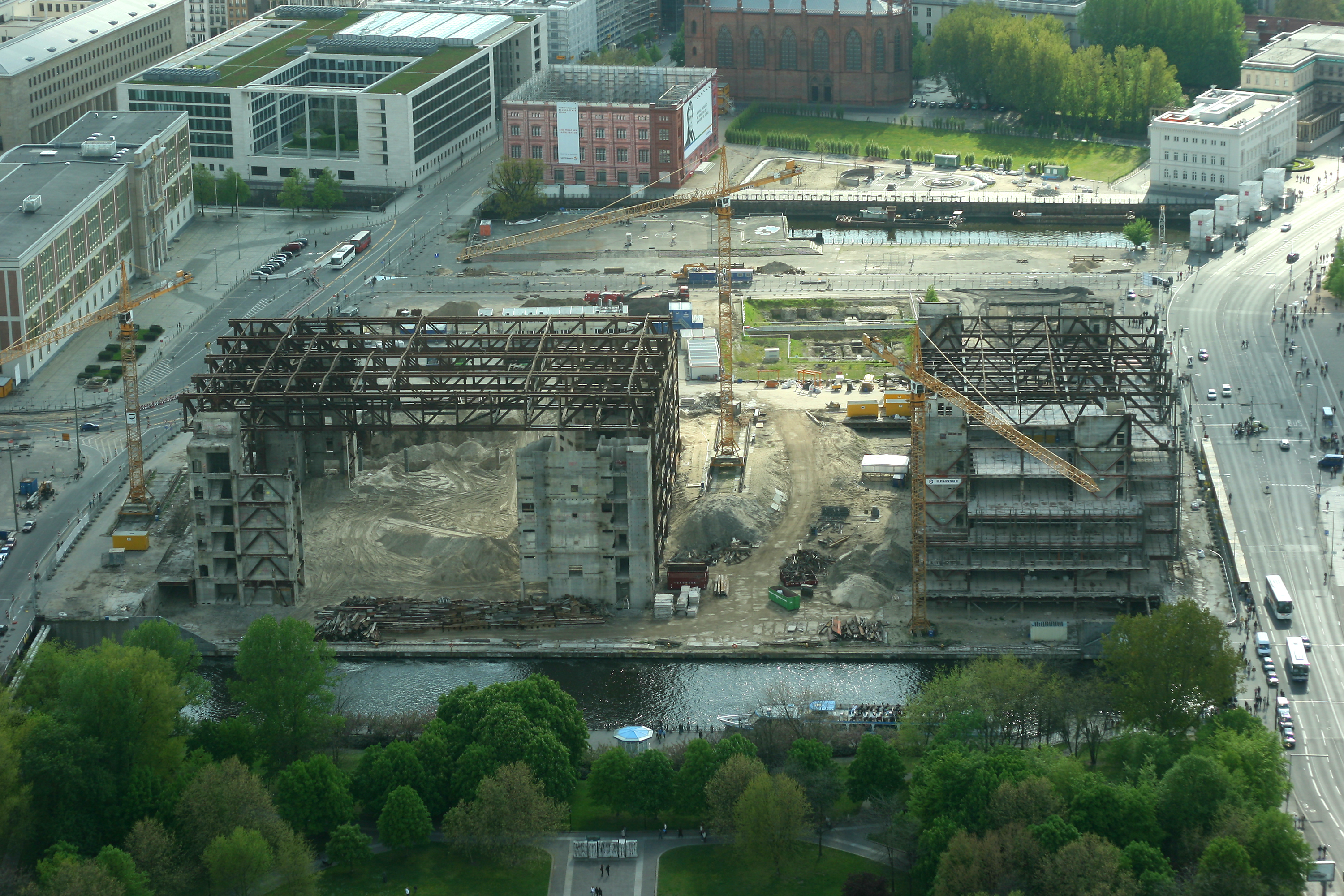
共和国宮殿の取り壊し

オスタルギーの由来のひとつは、統一後の短い時間に政府が性急な「東ドイツの西ドイツ化」を行ったことに対する反発である。共産主義時代を象徴するような建造物などを（資本主義体制における運用に支障があるかどうかを問わず）一気に、しかも旧西ドイツの規格品で置き換えたことによる。これは現在も続けられており、2004年には東側市民の6割が反対という状況の中、旧人民議会や少ない娯楽施設が入居していた共和国宮殿の取り壊しが決行された。

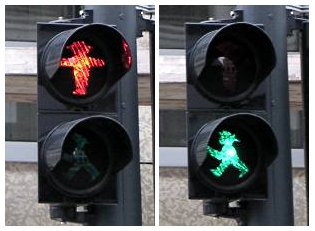
アンペルマン表示の信号機

道路標識が旧西ドイツ規格に統一されたのは止むを得ないことであるが、色灯の種類が同じで、ドライバーのちょっとした心がけで併用できるはずの信号機まで、旧東ドイツ規格の物はすべて旧西ドイツ規格の物に交換するといった徹底ぶりだった。この時は東ドイツの歩行者用信号機に使用されていたアンペルマンのファンが「アンペルマンを救う会」を結成、断固とした抗議活動を行ったため、アンペルマンは全滅を免れた。その後、西ドイツ規格の信号機をベースにアンペルマン・アンペルフラウを使用した信号機も旧東ドイツ領域に姿を現した。
このアンペルマンの作者であったカールハインツ・ペグラウは、「誰も東ドイツの政治体制を恋しいなどとは思わないが、政治家の連中を見ていると、東ドイツのすべてを否定し敵視しているようで、われわれ東ドイツ人の尊厳を踏みにじっている」と発言している。旧西ドイツ・ベースの現政府を批判しつつも、それは東ドイツ体制への回帰を意味するものではない。
また、アンペルマンや建造物を性急に撤去することには、旧東ドイツ市民のみならず、旧西ドイツ出身の識者からも「貴重な文化財の喪失」として反対意見が多い。「オスタルギスト＝オッシー」とは限らないのも現状である。

## その他

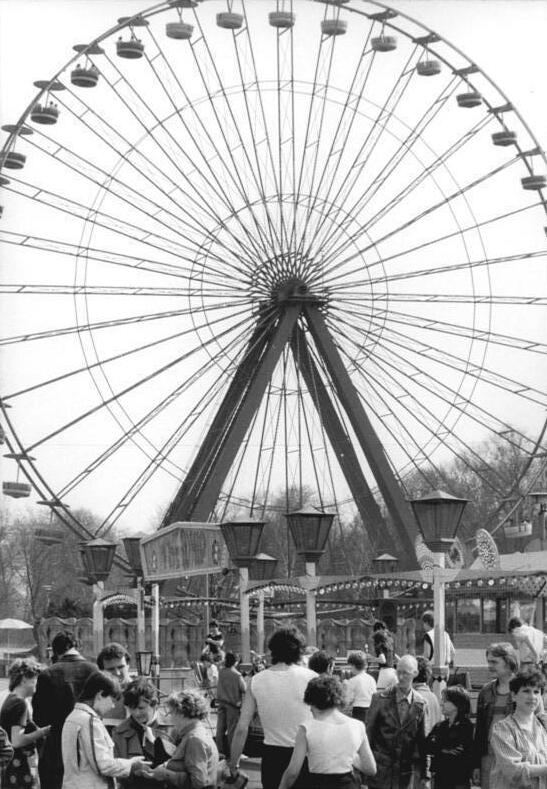
東ドイツ国民で賑わっていたクルトゥアパーク・プレンターヴァルト

- 東ドイツ博物館（ドイツ語版） - 旧東ドイツ国民の市民生活や社会風俗がメインテーマの博物館。ベルリンで好評を博している。
- 左翼党 - 旧東ドイツの支配政党ドイツ社会主義統一党の流れを汲む左翼政党。
- ザントマン
- アンペルマン
- ベルリンテレビ塔
- 旧共和国宮殿
- 旧クルトゥアパーク・プレンターヴァルト - 東ベルリン市内のみならず東ドイツ国内において唯一建設・運営されていた常設型遊園地テーマパーク。1969年、（ナチス時代には世界首都ゲルマニア構想（ベルリン改造計画）によりドーム型集会ホール「フォルクス・ハレ（国民会議場）」建設予定地にもなっていた）シュプレー川・ノルトハーフェン川（ドイツ語版）がT字状に繋がる地点近隣（トレプトウ地区内）にて開園し、往時には年間170万人も集客していたが、1990年に旧西ドイツ実業家により民営化され、名称も「シュプレーパーク（ドイツ語版）」に改名。1990年代後半には年間40万人まで集客が激減し、2001年に閉園（経営者はペルーに逃亡）。2011年5月下旬、ドイツ演劇団体「ヘッベル劇場」主催イベント「ルナパーク・ベルリン」の一貫として4日間期間限定で復活している。[1]
- ノスタルジア
- トラバント - 旧東ドイツの国民車、ベルリンの壁崩壊で一躍有名になった（そのあまりの不恰好さ・低性能ぶりで、日本を含む西側の多くの市民を仰天させた）。
- ヴァルトブルク - 同上。ただし西側では上記ほどの知名度は無い。
- ベルリンの壁崩壊
- ドイツ再統一

### 他の旧共産圏諸国
- ソビエト連邦への郷愁
- ユーゴノスタルギヤ - 旧ユーゴスラビアにおける類似の懐古感情。
- スタローヴァヤ57 (Stolovaya 57) - ドイツではなくロシアだが、かつてのソ連時代にロシアその他に存在した大衆食堂「スタローヴァヤ」を模した、いわば「ロシア版・オスタルギー食堂」。
- フルシチョフカ様式アパート - かつて旧ソビエトおよび東欧共産圏の多くで建設された低コスト集合住宅。ドイツ語ではプラッテンバウ（パネル建築物）と称される。
- BS世界のドキュメンタリー[2]
- クレイジー・ツアー - ポーランドで旧共産主義体制時代の名残りが漂うスポットをトラバントで回る観光ツアー。共産主義を幼い頃にしか体験していない（もしくは全く体験していない）若者達が発案・起業し、過去を懐かしみたい人や物珍しさ気分の外国人より好評を博している。[3][4]
- メメント・パーク - ブダペスト郊外に位置する野外博物館で、共産主義時代の銅像・石造などが集められている。これらの展示物はもともと市内各地にあったもので、共産主義体制の崩壊後に撤去されていた。

### 「オスタルギー」をテーマ、基調とした作品
- グッバイ、レーニン! （2002・独 ヴォルフガング・ベッカー監督）- オスタルギーがひとつのテーマとなった映画作品
- 希望の灯り （2018・独 トーマス・ステューバー監督）- オスタルギーを基調とした映画作品